# Cerro Bayo
Der Cerro Bayo ist ein komplexer Vulkan in Nord-Chile. 
Der Zeitpunkt des letzten Ausbruchs ist unbekannt. Im südlichen Teil des Vulkankomplexes befindet sich ein Krater mit einem Durchmesser von 800 Metern. Im jüngeren nördlichen Teil, entlang der Grenze zu Argentinien, befindet sich ein kleinerer Krater mit einem Durchmesser von 400 Metern sowie zwei Lavaströme, welche sich in nördliche und nordöstliche Richtung erstrecken. Aus dem 5401 Meter hohen Hauptkrater ergossen sich zwei dazitische Lavaströme, welche sich in nördliche Richtung ausbreiteten und in der jüngsten Phase der Ausbrüche des Vulkans entstanden.  